# Oniscomorpha
Els oniscomorfs (Oniscomorpha) són un superordre de diplòpodes quilognats de la infraclasse Pentazonia. El seu nom prové de la seva similitud amb els oniscideus (porquets de Sant Antoni), per bé que aquests últims són crustacis i, per tant, no hi guarden cap relació.

## Característiques
Els oniscomorfs tenen el cos curt en comparació amb la majoria dels altres diplòpodes, amb només 11-13 segments corporals. Poden enroscar-se formant una bola quan se senten amenaçats, com a mètode de defensa en front els depredadors. Aquesta habilitat va evolucionar per separat en cadascun dels seus dos ordres, essent un cas de evolució convergent, i no d'homologia. Como defensa també poden exsudar un líquid càustic y tòxic, para repel·lir a los depredadores.

## Història natural
Els oniscomorfs són detritívors, s'alimenten de matèria vegetal en descomposició, generalment en entorns humits.

## Taxonomia
El superordre inclou dos ordres:
- Ordre Glomerida Brandt, 1833 - Hemisferi nord.
- Ordre Sphaerotheriida Brandt, 1833 - Hemisferi sud.